# Exabyte
Een exabyte (afgekort EB) is 1000 petabytes of 1.000.000.000.000.000.000 bytes (1018 B). Exa is het SI-voorvoegsel voor triljoen. Vroeger werd er gebruikgemaakt van binaire voorvoegsels wat overeenkomt met 1 exbibyte (EiB) = 10246 = 260. In de toekomst zal deze eenheid vaker worden gebruikt aangezien computers steeds meer aankunnen.

## Indruk
- In mei 2009 was de wereldwijde hoeveelheid van opgeslagen digitale data gelijk aan 500 exabytes.[1]
- In 2018 bezorgde het gamesdistributieplatform Steam 15,39 exabytes aan data.[2]

Andere eenheden of benamingen: bit · nibble/tetrade · byte/octet · phit · qubit · qutrit · trit